# Ouragan Franklin (2017)
Pour les articles homonymes, voir Cyclone tropical Franklin.
L'ouragan Franklin, le sixième système tropical nommé et le premier ouragan de la saison cyclonique 2017 dans l'océan Atlantique nord, s'est développé le 6 août 2017 à partir d'une onde tropicale apparue dans la mer des Caraïbes le 3 août. La tempête s'est renforcée dans un environnement favorable et toucha la péninsule du Yucatán le 8 août. Après la traversée de la péninsule Franklin est réapparu dans la baie de Campêche pour devenir le premier ouragan de la saison. Ce dernier toucha terre à Lechuguillas, État de Veracruz, le 10 août comme un ouragan de catégorie 1, avant de s'affaiblir rapidement sur le terrain montagneux du Mexique et de se dissiper peu de temps après. Le 12 août, les restes de la tempête se sont combinés avec un faible développement dans le Pacifique oriental pour former la tempête tropicale Jova.

## Évolution météorologiques
Le 3 août 2017, le National Hurricane Center suit une onde tropicale dans le sud-est de la mer des Caraïbes. Le 6 août, le NHC rehaussa son statut à celui de tempête tropicale potentielle en matinée puis à celui de tempête tropicale Franklin en soirée. Elle était alors à 155 km au nord de Cabo Gracias a Dios, à la frontière du Nicaragua-Honduras, et se dirigeait vers la péninsule du Yucatán.
À 3 heures UTC (23 heures locale), Franklin a touché la côte du Yucatán à 25 km au sud-sud-ouest de Punta Herrero avec des vents de 95 km/h et une pression centrale de 995 hPa. La tempête a rapidement traversé la péninsule en faiblissant à cause de la friction tout en donnant de très fortes pluies et une onde de tempête d'un mètre le long de la côte sud. Le NHC annonça que Franklin était retourné en mer dans la baie de Campêche à 23 heures UTC le 8 août y rencontrant des conditions favorables à son renforcement.
Le 9 août 2017 à 20 h 41 UTC, la tempête est le premier ouragan de la saison 2017 grâce à une température de surface de la mer de 30 °C et un très faible cisaillement des vents en altitude. Franklin se trouve alors à 170 km au nord-est de Veracruz au Mexique et se dirigeait à l'ouest vers la côte de l'État de Veracruz.
L'ouragan continue de s'intensifier jusqu'à qu'il touche la côte vers 5 h UTC le 10 août 2017 près de Lechuguillas, à 115 km au nord-nord-ouest de Veracruz. Il perd ensuite rapidement de son intensité et se dissipe dans les montagnes à 35 km nord-ouest de Mexico quelques heures plus tard. Mais cependant l'onde tropicale restante atteignit la côte Pacifique dès la nuit suivante où elle permit de reformer un nouveau cyclone les jours suivants.

## Préparatifs

### Péninsule du Yucatán
Immédiatement après l'annonce que Franklin était un cyclone tropical , des avertissements de tempête tropicale ont été émis pour une grande partie de la côte est de la péninsule du Yucatán le 6 août et une petite section fut rehaussé à avertissement d'ouragan. Environ 330 personnes se sont rendues dans des abris et environ 2 200 évacuèrent les îles près du littoral avant l'arrivée de la tempête tropical.

### Mexique
Des avertissements de tempêtes tropicales, puis d'ouragan, ont été émis pour la côte de l'État de Veracruz à l'approche de Franklin. Les services publics, dont les écoles, ont été fermés. Au total, 1 562 personnes furent évacuées à Huauchinango, située dans l'État de Puebla. Des abris ont été ouverts alors que les marins et les soldats effectuaient des évacuations dans toutes les régions montagneuses, à titre de mesure préventive. 

## Impacts
Dans la partie mexicaine de la péninsule du Yucatán, les dommages furent minimes bien que certaines zones reçurent environ 300 mm de pluie,.
Sur la région continentale du Mexique, le système a donné beaucoup de pluie dont un maximum  de 11,9 pouces (302 mm) à La Joya (Veracruz). Les pluies fracassèrent plusieurs records mensuels dont 11,0 pouces (279 mm) à Zacapoaxtla (Veracruz) et 8,9 pouces (226 mm) à La Soledad (Puebla). De nombreux arbres furent abattus, des pannes isolées d'électricité furent signalées, des maisons furent endommagées et les plantations, dont celles de bananes, furent également touchées. Certaines rivières débordèrent, les routes furent coupées et quelques glissements de terrain furent signalés.